# انیس بن سلیمان
انیس بن سلیمان (عربی: أنيس بن سليمان؛ زادهٔ ۱۶ مارس ۲۰۰۱) بازیکن فوتبال اهل تونس است.
از باشگاه‌هایی که در آن بازی کرده‌است می‌توان به باشگاه فوتبال بروندبی اشاره کرد.
وی همچنین در تیم‌های ملی فوتبال زیر ۲۰ سال تونس و تونس بازی کرده‌است.